# 1974 en jeu vidéo
Cet article présente les faits marquants de l'année 1974 concernant le jeu vidéo.

## Événements
- Le nombre de copies vendues de Pong et de ses clones dépasse 100 000. Atari, l'entreprise qui a commercialisé le jeu a vendu environ 10 000 copies[1].

## Principales sorties de jeux
- Sortie de Dnd, précurseur du Rogue-like.
- Sortie de Wander, premier jeu d'aventure.
- Sortie de Maze War et de Spasim, précurseurs du jeu de tir à la première personne.
- Sortie de Rebound, premier jeu de volley-ball.
- Sortie de Gran Trak 10, premier jeu de course.